# Брадісейсм

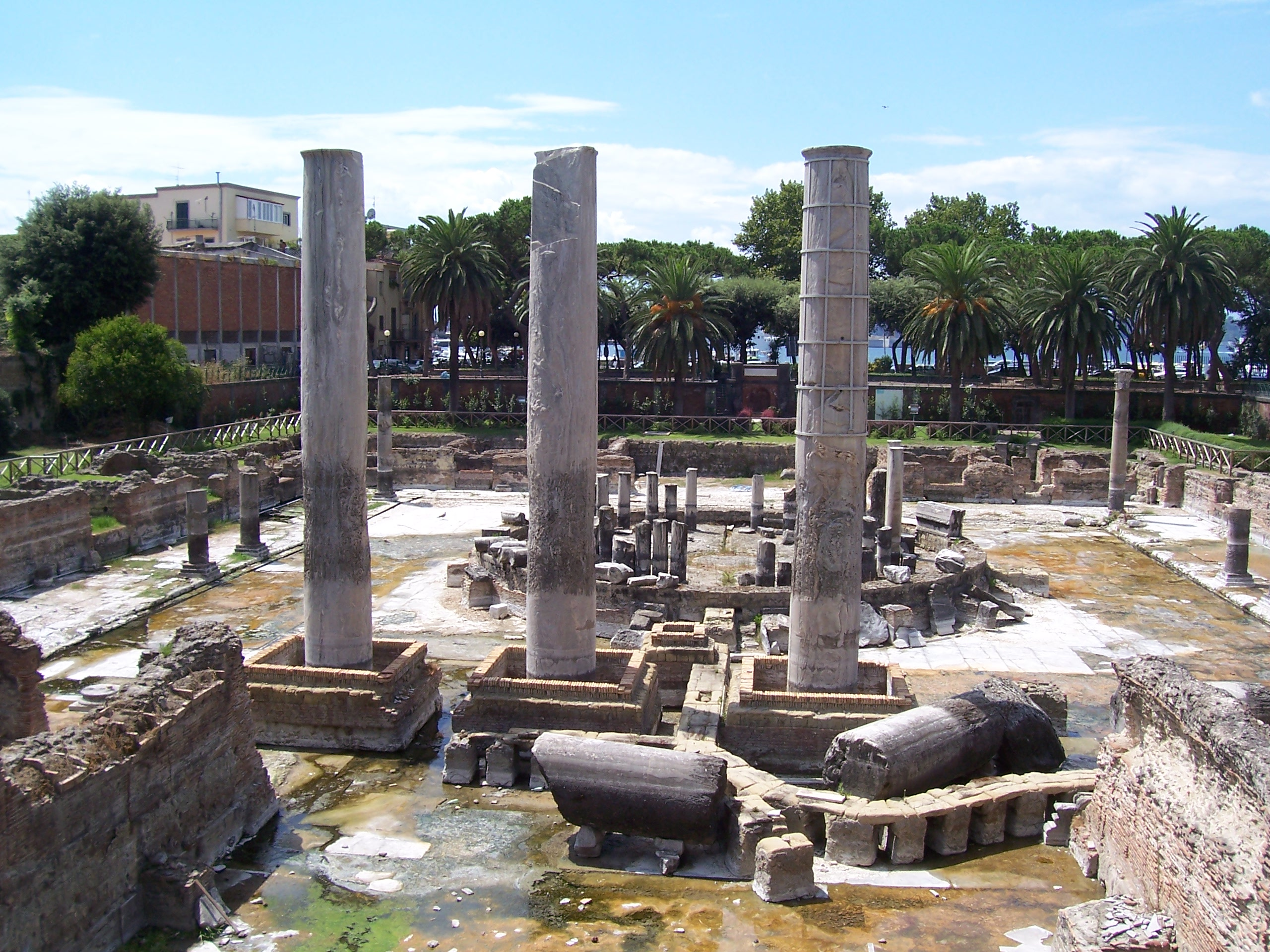
Сераріум, або ж ринок Поццуолі, демонструє наслідки брадісейсму

Брадісейсм — це поступовий підйом (позитивний брадісейм) або опускання (негативний брадісейсм) частини земної поверхні, викликані заповненням або спорожненням підземної магматичної камери та/або гідротермальною активністю, особливо у вулканічних кальдерах. Він може зберігатися упродовж тисячоліть між виверженням і кожне підняття, зазвичай, супроводжується тисячами малих і помірних землетрусів. 
Слово походить від давньогрецького слова «βραδύς», що означає «повільний», і «σεισμός» — «рух», і був запропонований Артуро Ісселем у 1883 році.

## Флегрейські Поля
Флегрейські поля (італ. Campi Flegrei), неподалік Неаполя — це зруйнована кальдера, а саме вулканічна зона, утворена з кількох вулканічних утворень, до яких входить вулкан Сольфатара, відомий своїми ефектними фумаролами. Район Campi Flegrei особливо відомий своїми брадісейсмічним підйомами й осіданням, добре задокументованими завдяки приморському розташуванню кальдери і довгій історії проживання тут людей і будівництва.
Зокрема, містечко Поццуолі знамените своїм Римським ринком Поццуолі, де на трьох мармурових колонах чітко видно сліди (так звані гастрохеноліти), залишені морськими молюсками Lithophaga. Їх видно на колонах на висоті до 7 метрів, що покаує, як внаслідок брадісейсму ця територія піднімалася щонайменше на таку глибину моря і згодом піднімалася назад.
Відносно недавно, між 1968 і 1972, регіон Флегрейських полів зазнав позитивного брадісейсму і піднявся на 1,7 метра. Ще одне зростання на 1,8 метра відбулося в період між 1982 і 1984. Це корелює з дрібним (на глибині 4 км) роєм землетрусів за той же період, що призвело до евакуації 30 000 осіб через передбачуваний ризик швидкого виверження.